# 名古屋中学生5000万円恐喝事件
名古屋中学生5000万円恐喝事件（なごやちゅうがくせいごせんまんえんきょうかつじけん）とは2000年（平成12年）4月、愛知県名古屋市緑区の市立扇台中学校で発覚した少年犯罪。同中学校の同級生を中心とする不良グループが1人の中学生から約5,000万円を恐喝するなどしていた事件であり、巨額恐喝事件として教育界に衝撃を与えた。中学生がいじめの概念を通り越して5000万円という膨大な被害金額を一人の中学生から恐喝で脅し取っていたことが世間から注目された。
2012年（平成24年）1月9日に名古屋テレビ放送（メ〜テレ）で放送された開局50周年記念番組『ドデスカ!UP!増刊号』の番組内で東海地方の「心に残るニュース50選」を放送するため、同局が「事件＆事故」部門でアンケートを集計したところ、本事件は16位に入っている。

## 概要
1999年（平成11年）6月ごろ、市立扇台中学校に通学していた被害者の少年Xは、同級生の少年Aから帽子にジュースのシミをつけたことに因縁をつけられて金を要求される。怖くなった少年Xは自分の預金19万円を引き出して少年Aに渡した。
その後、少年Aと少年Bは1999年6月から2000年1月までの8ヶ月間にわたって少年Xから金を脅し取っていた。恐喝された回数は130回にも及び、多いときには1回の恐喝金額が500万になることもあり、被害総額は5207万円にもなった。過去には1994年に同じ愛知県下の中学校でいじめの過程で110万円を恐喝されて最後に自殺に追い込まれた愛知県西尾市中学生いじめ自殺事件があったが、被害金額の桁が違っていた。約5000万円という大金を支払うことのできる少年Xの家庭は裕福そうに見えるが、恐喝されていた少年Xは母に金を要求して暴れたため、耐えかねた母が事故死した夫（少年Xの父）の生命保険や預貯金を取り崩したり親類に借りるなどして金を工面していた。
少年Aらは少年Xをタレントに似ていることになぞらえて「○○○金融」と馬鹿にして預金口座から金を引き出すような感覚で金を脅し取っていた。少年Aらは少年Xから恐喝した約5000万円の殆どを遊興費に浪費。オメガの腕時計やアルマーニのスーツなどブランド品を買い漁ったり、交際相手の女生徒に『少年Xから恐喝した金』と大金を見せびらかし、その女生徒にも数万円単位で『お小遣い』として現金を与え、パチンコやゲームセンターやカラオケや風俗店などに使われていた。また学校への登校やゲームセンター等への移動などには、携帯電話にタクシー会社の専用の電話番号を登録しておき、タクシーを運転手付きの車のような軽い感覚で電話で呼びだしては頻繁に移動手段として利用して現金で支払っていた。1999年10月には「食い倒れ旅行」と称して、大阪府でフグやカニなどの高級料理を食べた後にブランド品を買い漁り、大阪と名古屋の往復にタクシーを利用するありさまであった。そのため、少年Aの中学校近辺のタクシー運転手の間では少年Aらの豪遊ぶりはよく知られていた。また少年Aらは恐喝だけではなく、理由もなく鼻が骨折するほど殴ったり、タバコの火を押しつけるといった暴行・暴力行為も行っていた。
2000年2月に少年Xは少年Aに無理やり連れて行かれたスキー旅行（全員の旅行代金や旅先での滞在費は少年Xに負担させた）で少年Aらに暴行を受けて、名古屋市の病院に入院。少年Xと同室だった男性患者Y（当時22歳）が少年Xがいじめを受けていると感じた。少年Aらは少年Xの病室まで入り込んできた。病院の屋上に少年Xを呼びだして金を脅し取ろうとしたが、不審を抱いた男性患者Yが屋上まで尾行して少年Aらを追い返したため、その時は事なきを得た。

## 検挙・少年審判
男性患者Yはいじめだけでなく恐喝をされていると確信する。少年Xは男性患者Yに暴行と恐喝のことを話し始めた。3月14日、男性患者Yの進言で少年Xと母親は愛知県警察に被害届を提出。同県警により捜査が進められていく中で事件の全容が明らかになった。4月5日に主犯格である少年Aと、少年B・少年Cの計3人が愛知県警少年課などによって恐喝・傷害の疑いで逮捕され、5月までに計15人の少年が逮捕された。同年6月に名古屋家庭裁判所は少年15人のうち、9人に中等少年院送致、残る6人に保護観察の保護処分を下した。主犯格とされたA・Bの2少年について、名古屋地方検察庁は家裁送致の際に「刑事処分相当」の意見を付けたとされているが、名古屋家裁（斎藤大裁判官）は6月8日付の決定で、Aの年齢やBの反省状況（更生可能性が認められることなど）を考慮し、矯正機関で相当程度長期にわたる教育を施し、事案の重大性を認識させ、相手を思いやる意識を植え付けることが肝要であるとして、中等少年院送致とする保護処分を決定した。
事件の解明が進むにつれ、少年Aは出入りしていた暴力団関係者から恐喝をされ、二重恐喝をされていたことが発覚した。また2000年2月ごろ、少年Aらは恐喝事件露見を恐れて、少年Xの殺害計画すら立てていたことも判明している。
また1999年7月には被害者Xの母親が多額の貯金を勝手に下ろした息子の行動を不審に感じ、学校に相談したところ「何らかの事件に関係している」として所轄の緑警察署へ相談するよう指示され、息子とともに同署へ相談に行った。この時にXは母親が席を外している間に、逮捕された2人を含む3人ほどの名前を加害者の名前として出したが、母親は警察官から「脅した現場を目撃していないと何ともならない。お金が動いただけでは何ともならない。息子さんが脅されたといっても、相手が借りたと言ったらだめだ。怪我でもしないとだめだ」などと説明を受け、「警察は頼りにならない」と感じ、X本人も加害者からの報復を恐れたため、警察を訪れなかったという。このように捜査着手が遅れたことに加え、逮捕された少年らが関与した別の3件の事件で、緑署が被害届を受けながら放置していた問題も発覚し、愛知県警生活安全部長の中島健が一連の対応の不十分さを認めて陳謝している。愛知県警は同年6月9日付で、緑署生活安全課少年係長の警部補ら少年事件担当者3人を本部長訓戒などの処分とし、上司である署長・二木浩文と前署長・小林孝も本部長注意処分としたが、関係警察官の対応に「明らかに違法となる行為」が認められなかったため、懲戒処分とはならなかった。

## 学校の対応
事件の舞台となった名古屋市立扇台中学校は、事件当時は生徒数1300人で市内で一番大きい学校であった。事件当時の中学校では生徒同士のトラブルが頻発していた。
事件発覚当初はマスコミの取材に対し、教頭は「入院したことは知っているが、いじめや暴行を受けてのものかは把握していない」と答えた。また校長は4月6日の記者会見の席で、「ちょっとわからない」「把握していない」を連発したが、少年Xへのいじめについてはなかったときっぱり答えた。しかし、学年主任は恐喝については修学旅行の一件でいじめに関して薄々気づいていたことを述べたものの、その後の指導については「きちんとやっていた」「精一杯やった」と述べるに留まった。
2000年6月13日、名古屋市教育委員会は、休職中の前校長（事件による過労のため入院中）が減俸、教頭に戒告の懲戒処分、教員4人と市教委事務局長らも文書訓告や口頭訓告となった。また被害届が出されて捜査が進む最中に2000年3月末に少年Xの元担任だった女性教諭が一身上の都合で退職している。

## 事件当事者のその後
被害者Xは事件発覚時点で専門学校に進学しており、事件後の2007年（平成19年）2月時点では就職して元気に働いていると報じられている。一方で同月時点で、当時の加害少年たちの中には（後述の「A」「D」を除いて）大学に通学している者も、交通事故で死亡した者もいると報じられている。
加害者の1人であり、1年7か月間を少年院で過ごした男性（2010年時点で26歳）は退院後に『読売新聞』の取材を受け、2010年（平成22年）6月に同紙でその近況が紹介された。この男性は退院後、一時は保護司と交わした「昔の仲間と会わない」という約束を破ったこと（懐かしさからつい昔の暴走族仲間に電話する、知人だった暴力団関係者からの食事の誘いに応じるなど）があったが、少年院で味わった厳しい生活を思い出し、「仕事が忙しい」という理由で断るようになったことや、後述の少年Aが逮捕される直前（2006年秋）にAから呼び出されて強盗事件を犯したことを打ち明けられ、自首を勧めたが応じなかったことなどを語っている。同紙によれば男性は退院後、事件のことを隠して働くことが辛くなったために2回転職したが、同年時点ではすべてを知った上で受け入れてくれた上司の下で7年間継続して働きつつ、被害者に毎月3万円を送金し続けていた。

### 二重恐喝をしたTが語る真相
『SPA!』2009年6月23日号には、二重恐喝をしていた人物のインタビューが掲載されている。
この二重恐喝していた人物をTとする。事件発覚当時の報道では、被害者Xを恐喝していた同級生(A'とする)を二重恐喝していた先輩がおり(この先輩をHとする)、その上に「暴力団の兄弟」といたと報じられていた。しかし、Tによれば、それは誤報で、ヤクザは関係なく、実際には「チーマー兄弟」と呼ばれ、Tは名古屋のやんちゃなのを30人以上集めた「レットイットビー」というチームの頭をやっていた。Hはそのチームのメンバーであり、Hが「カネを持っている後輩A'がいる」と言っており、そのA'をTが呼び出して二重恐喝が始まった。
なお、A'はロレックスやゴローズを身につけ、いいジーンズを履いていたため、目立っていたとのこと。
Tが恐喝した正確な額は不明だが、後に逮捕された際の起訴状では460万円になっていたとのこと。
Tによれば、少年Xのお金が尽きた後も、TらはA'にお金を持ってくるように恐喝を続け、A'達はコンビニ強盗することになった。しかし、直前で強盗をやめ包丁を持ったまま警察に出頭し、一連事件が発覚したのが真相とのこと。
なお、Tは、罪を重ねながら1年近くの逃亡生活の後に逮捕され、恐喝以外でも逮捕状が出て合計15件の罪で起訴された。Tは少年法により2年が最高と考えやりたい放題していたが、異例の逆送致がとられ最終的に2008年9月まで獄中生活となった。

### 元少年「A」「D」の再犯
2006年（平成18年）2月13日に名古屋市南区柴田本通のパチンコ店「パルコ」の駐車場で店員が襲撃され、売上金約1200万円などを強奪する強盗事件が発生し、同年11月22日には同店の元店長ら男4人が強盗傷害容疑で愛知県警捜査一課と南警察署に逮捕された。この4人のうち、建築作業員の男2人（いずれも22歳）は本事件で少年院送致の処分を受けた加害者のうち2人であり、事件当時の『中日新聞』ではそれぞれ主犯格の「A」、およびその親友の「D」の仮名で報じられていた人物だった。2人は少年院を退院後、ともに緑区の実家に戻って父親のガラス工場を手伝ったりパチンコ店員として働いたりしていたが、やがて再び遊び仲間としてつるむようになっており、Dは2005年（平成17年）夏にもタイヤ窃盗で逮捕されて執行猶予付き判決を受けていた。またAは事件当時、250万円の借金を抱えていた。
Aは実行役、Dは計画段階で関与したとされており、検察官の冒頭陳述によればDが首謀者である元店長とともに犯行を企てて指示を出し、Aら2人が犯行を実行していた。Aは「実行役」、Dは「参謀役」として位置づけられ、2007年3月30日、名古屋地裁（田辺三保子裁判長）は被告人Aを懲役7年6月の実刑（求刑：懲役8年）、被告人Dを懲役5年6月（求刑：懲役6年）の実刑とする有罪判決を言い渡し、Aは同年秋に名古屋高裁で懲役6年6月の刑が確定した。また首謀者の元店長ら2人は名古屋地裁（芹沢政治裁判長）で審理を受け、元店長は懲役7年（求刑：懲役9年）、もう一人の実行役であった男は懲役5年（求刑：懲役7年）の実刑判決をそれぞれ言い渡されている。

## 関連書籍
- 中日新聞社会部編『ぼくは「奴隷」じゃない-中学生「5000万円恐喝事件」の闇』風媒社、2000年9月。ISBN 4833110539。
- 少年の両親『息子が、なぜ　名古屋五千万円恐喝事件　両親悔恨の手記』文藝春秋、2001年9月。ISBN 4163577505。